# Villa Amelia
Villa Amelia é uma comuna da província de Santa Fé, na Argentina.